# Body Language (Kylie Minogue)
Body Language is het negende studioalbum van de Australische zangeres Kylie Minogue, uitgebracht in 2003.
Hoewel minder succesvol dan voorganger Fever, bereikte het album de top tien in verscheidene landen, waaronder Australië, België en het Verenigd Koninkrijk.

## Tracks
1. "Slow"
2. "Still Standing"
3. "Secret (Take You Home)"
4. "Promises"
5. "Sweet Music"
6. "Red Blooded Woman"
7. "Chocolate"
8. "Obsession"
9. "I Feel For You"
10. "Someday"
11. "Loving Days"
12. "After Dark"